# Iglesia del Oriente en Sichuan
La fecha exacta de la entrada de la Iglesia siríaca del Oriente (o «Iglesia nestoriana») en la provincia de Sichuan no está clara, probablemente en el siglo VII, no mucho después de la llegada de Alopen a la capital de la dinastía Tang, Chang'an, en 635. La capital provincial, Chengdu, es la única ciudad en el sudoeste de China actual donde se puede confirmar una presencia cristiana en la dinastía Tang. También se han localizado dos monasterios en Chengdu y el monte Omei. David Crockett Graham señaló que Marco Polo encontró monasterios siríacos orientales que todavía existían en Sichuan y Yunnan durante el siglo XIII.

## Evidencias de la Iglesia siríaca del Oriente en Sichuan

### Templo de la Perla
Según la colección de biji del siglo XII, Relaciones sueltas del estudio del cambio posible de Wu Zeng, durante la dinastía Tang (618–907), los misioneros de la «etnia Hu» de Daqin construyeron un templo daqin (i.e., una iglesia siríaca oriental) en las ruinas existentes del antiguo Castillo de los Siete Tesoros, que fue construido por los reyes del antiguo reino Shu durante su dinastía Kaiming (666 a. C. – 316 a. C.), con cortinas de perlas instaladas como aplicaciones decorativas. Este castillo fue destruido por el gran incendio de la comandancia de Shu durante el reinado del emperador Wu de Han (141 a. C. – 87 a. C.). El templo constaba de una casa del guarda, salas y torres. Al igual que el antiguo castillo, sus puertas y ventanas estaban decoradas con cortinas hechas de oro, perlas y jaspe verde, de ahí que se lo conozca como el Templo de la Perla. En el segundo tomo de Relación detallada de la provincia de Shu de Cao Xuequan (1575–1646), está escrito que «los cimientos del Templo de la Perla están en la calle de Shisun. El templo fue construido por el pueblo "Hu" de Daqin, estaba compuesto de salas y otros espacios y decorado con perlas y jaspe verde».
Las ruinas del Templo de la Perla son el tema del poema «Brotes de piedra: una balada», escrito por Du Gongbu: «No habéis visto vos junto a la puerta oeste de la Ciudad de Yichow, junto a un sendero del campo, los "brotes de piedra", un par de ellos agazapados en lo alto. Desde tiempos inmemoriales se ha dicho que eran "ojos del mar", los musgos y los líquenes han devorado todos los rastros de olas y oleajes. Con lluvias torrenciales, a menudo se encuentran raras gemas verdes—son cosas confusas y difíciles de explicar con claridad.» No sabía que en el sitio se encontraban las ruinas de una iglesia, porque escribió: «Sospecho que en la antigüedad estas eran tumbas de un ministro o un grande, colocaron las piedras como lápidas y todavía sobreviven hoy.» Según el séptimo tomo de Los poemas de Du Gongbu anotados por mil eruditos, el Templo de la Perla «fue posteriormente destruido y cayó al suelo, pero los cimientos permanecieron. Perlas, oro y gemas verdes se encontraban a menudo en las ruinas después de fuertes lluvias». La Corografía ilustrada de Shu afirma que la causa de su destrucción fue el caos provocado por un conflicto militar. También se menciona el templo en las Historias de la comandancia de Shu de Zhao Bian (siglo XI): «El Imperio daqin, de donde se obtiene una variedad de piedras preciosas, a saber, lapislázuli, esmeraldas, perlas y jade luminoso. Sus vías fluviales conducen a la prefectura de Yi y a la comandancia de Yongchang, por lo que el templo fue construido por gente de Daqin».
Teniendo en cuenta que el Templo de la Perla ya había sido destruido cuando Du Gongbu —que estuvo en Yichow durante los reinados de los emperadores Suzong y Daizong (756–779)— estaba escribiendo su «Brotes de piedra: una balada», se puede conjeturar que la construcción del templo no fue posterior a la época de Xuanzong (712–756).

### Cruces de Ciqikou

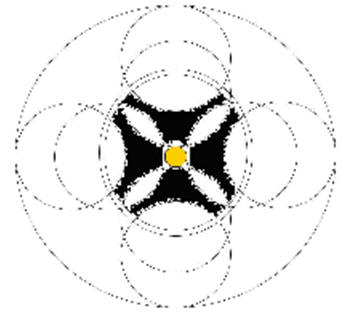
Una de las cruces de Ciqikou

Una cruz de peregrino y varias cruces de diseño siríaco datadas en el siglo IX fueron identificadas en 2011 en Ciqikou (Chongqing) por Dale Albert Johnson, un sacerdote estadounidense de la Iglesia ortodoxa siríaca. La cruz de peregrino incrustada en una piedra en la calle de Ciqikou tiene un estilo simple como el tipo tallado por peregrinos y viajeros. De las cruces de diseño sirio, una se encontró en la misma calle que la cruz de peregrino, es fundamentalmente idéntica a las cruces encontradas en Alepo (Siria; s. VI), Tur Abdin (Turquía; s. VIII–IX), Irán (s. ?) y la región uigur de Sinkiang (China noroccidental; s. XIV). El icono consiste en una cruz dentro de un círculo que toca ocho puntos. Dos puntos en cada extremo de los cuatro extremos de la cruz tocan el arco interior del círculo. Cada brazo de la cruz es más angosto cerca del medio que en los extremos. El resto son cruces dentro de hojas de Bodhi talladas en una base redonda de granito que se encuentran frente a una tienda de curiosidades en una calle lateral de Ciqikou. Según Johnson, las cruces dentro de las hojas de Bodhi (diseños en forma de corazón o de pala) se identifican como cruces persas asociadas con los cristianos sirios de la India.

### Tradición siríaca oriental de Hanchow

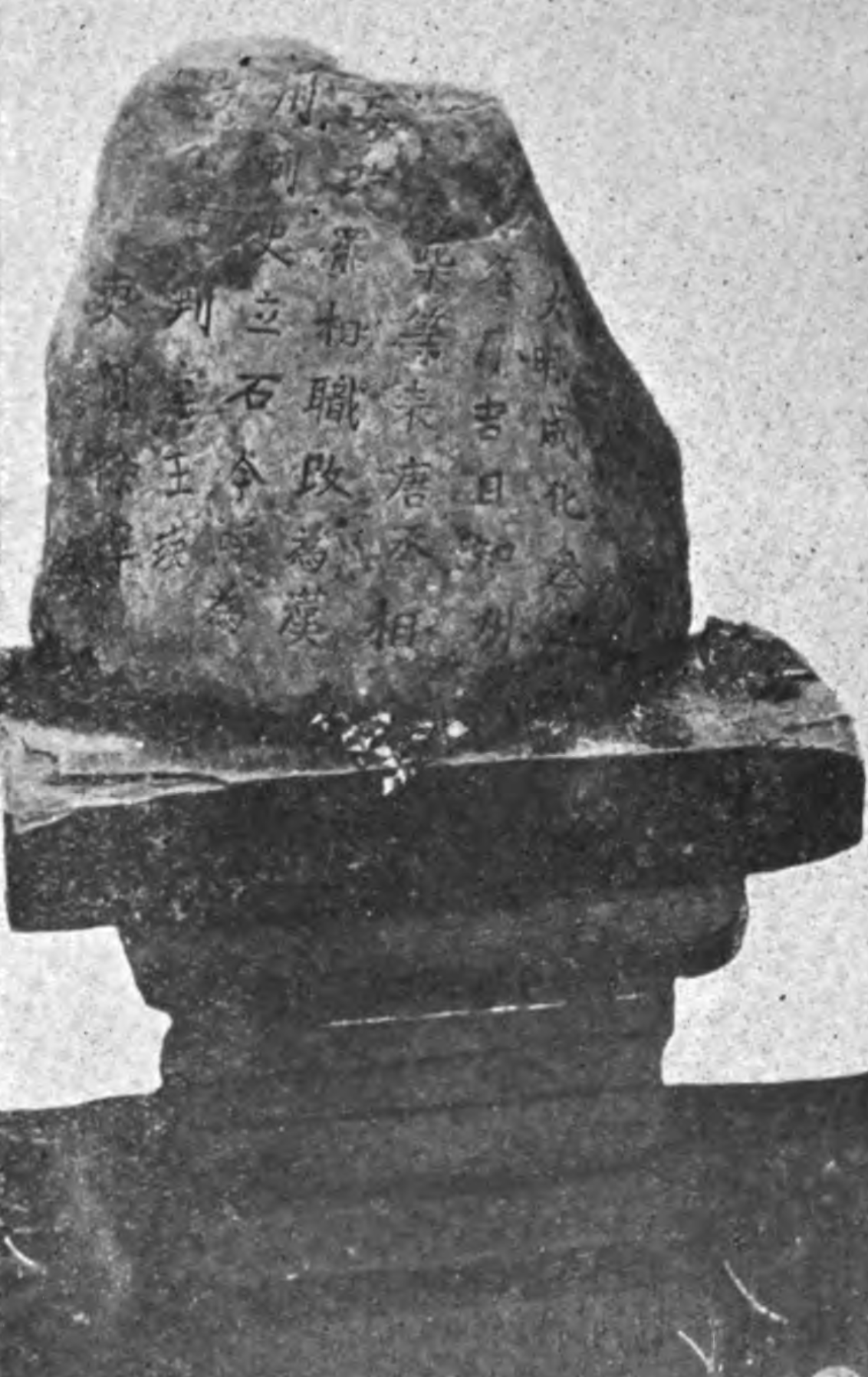
Piedra del duque Fang

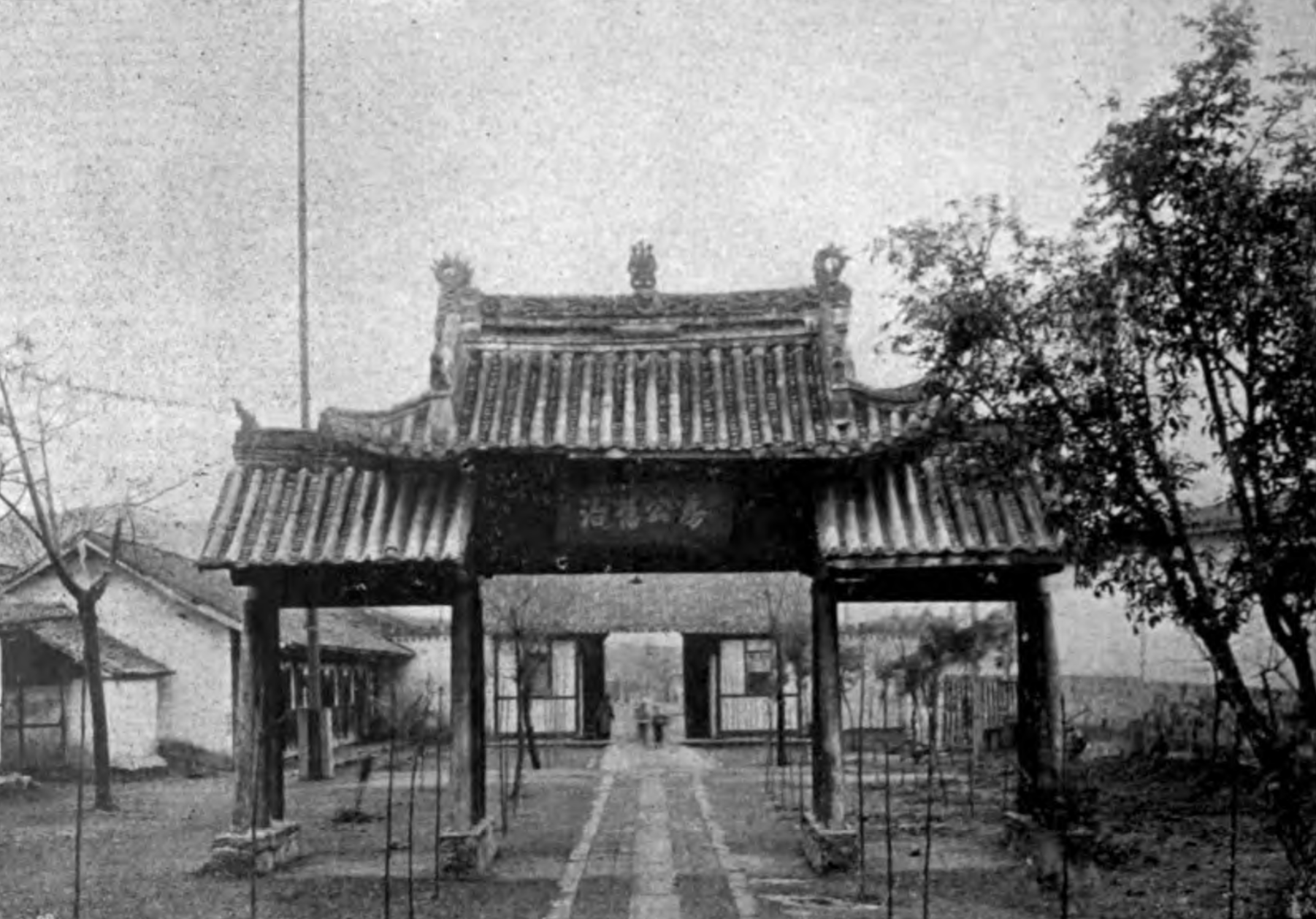
Arco conmemorativo de Fang Kuan dentro del yamen

El origen de la tradición siríaca oriental de Hanchow (tdl. ‘prefectura de Han’) fue investigado y registrado por Vyvyan Donnithorne a principios de los años 1930. De acuerdo con la tradición, Fang Kuan, el prefecto de Hanchow de 760 a 762, era cristiano. Él construyó un altar en el segundo patio del yamen, sobre el cual colocó un pilar, o una piedra, y a este lugar sagrado solía acudir todos los días y adoraba solamente al Dios Único. En su adoración diaria, Fang solía arrodillarse sobre la piedra que posteriormente llegó a ser conocida como la «piedra del duque Fang». Este altar estaba cerrado por todos lados y sólo el propio Fang Kuan tenía acceso a él. Por su justicia, benevolencia y amoroso gobierno fue respetado mucho después de su muerte, incluso hasta la época de Donnithorne. En consecuencia, este altar se convirtió en un lugar de peregrinación, donde se realizó el culto durante cientos de años después de su muerte. De acuerdo con los testimonios locales, su nombre fue grabado en la estela nestoriana del templo de Wang Hsiang T'ai. La estela se rompió en varios pedazos para usarla en la construcción de un puente antes de que Donnithorne pudiera verla. En cuanto al templo, su nombre más antiguo era Ching Fu Yuan, y Ching Fu es un término que significa «bendiciones del cristianismo».

### Un oftalmólogo cristiano en Chengdu
Un informe del escritor del siglo IX, Li Weigong, encontrado en la Colección completa de literatura en prosa de la dinastía Tang afirma que un cierto clérigo de Daqin competente en oftalmología u optometría estaba presente en la zona de Chengdu. En el duodécimo tomo de las Obras completas de Li Weigong, se relata que en el año 829, Wang Cuodian, un poderoso funcionario del reino de Nanzhao (actual Yunnan), «lideró a sus tropas para atacar Shu y regresó con mucho botín». Al año siguiente, Li Weigong, como magistrado metropolitano de la prefectura de Chengdu, «envió funcionarios a los "bárbaros del sur" (i.e., los yunnaneses), recorrió las prefecturas y los condados, y los buscó uno por uno, y obtuvo sus nombres, que fueron todos registrados. [...] Los "bárbaros" capturaron un total de 9000 personas, 8000 de ellas eran de los condados adjuntos de Chengdu y Huayang. Entre ellos había una música (o actriz), dos actores de zaju y un monje de Daqin especializado en enfermedades oculares. El resto eran personas comunes». Zhang Xushan especuló que este médico cristiano «podría no haber estado solo, sino ser miembro de una comunidad siríaca de Chengdu». Además, «es probable que esta comunidad huyera a Nanzhao durante la persecución del budismo en los años Hui Chang (841–845), que también estaba dirigida contra los cristianos». Duan Yuming también citó a Xu Jiarui en su artículo de 1993: «Así es como los cristianos siríacos orientales entraron a Yunnan desde Sichuan».

### Familia persa de Tzichow
Una familia persa de Tzichow con el apellido adoptado de Li floreció durante la época del reino de Shu anterior (907–925). Los dos hermanos, Li Xun y Li Xuan, fueron médicos y farmacólogos destacados. El primero fue el autor de la Farmacopea de ultramar y también poeta. Li Shunxian, su hermana menor, fue pintora, poeta y concubina de Wang Zongyan, emperador de Shu anterior. Li Guotao y Lo Hsiang-lin, respectivamente, han sugerido que el origen religioso de la familia era zoroástrico o cristiano nestoriano. Li Guotao creía que la mención del arma de Weshparkar —un dios sogdiano— en uno de los poemas de Li Shunxian es la evidencia de su creencia religiosa. Además, argumentó que el emperador Wang Zongyan se convirtió al zoroastrismo bajo la influencia de los hermanos Li (véase «Zoroastrismo en Sichuan»). Lo Hsiang-lin dedujo que Li Xun era cristiano sobre la base de que el cristianismo siríaco oriental dependía particularmente de la medicina para su transmisión en el imperio Tang. Chen Ming afirmó en su artículo de 2007 que estaba «inclinado a estar de acuerdo con Lo Hsiang-lin y a concluir que, Li Xun era probablemente un nestoriano que estaba influenciado por el taoísmo». La idea de Lo también fue apoyada por Zhang Xushan, quien llamó a Li Xun un cristiano siríaco oriental competente en habilidades médicas. Sin embargo, ambas suposiciones carecen de pruebas sólidas y aún deben ser probadas.